# Isola Mocha
Mocha (in spagnolo: Isla Mocha) è una piccola isola cilena situata ad ovest della costa della provincia di Arauco, nell'Oceano Pacifico. L'isola ha una superficie di circa 48 km² (19 sq mi), con una piccola catena montuosa che l'attraversa da nord a sud. Nella mitologia mapuche le anime dei morti si dirigono verso ovest per visitare quest'isola.
Essa ospita oggi la Riserva nazionale dell'Isola Mocha, una riserva naturale che copre approssimativamente il 45% della superficie dell'isola. La località è nota per numerosi relitti storici di navi. Le acque al largo dell'isola sono inoltre un luogo popolare per la pesca da diporto.

## Storia

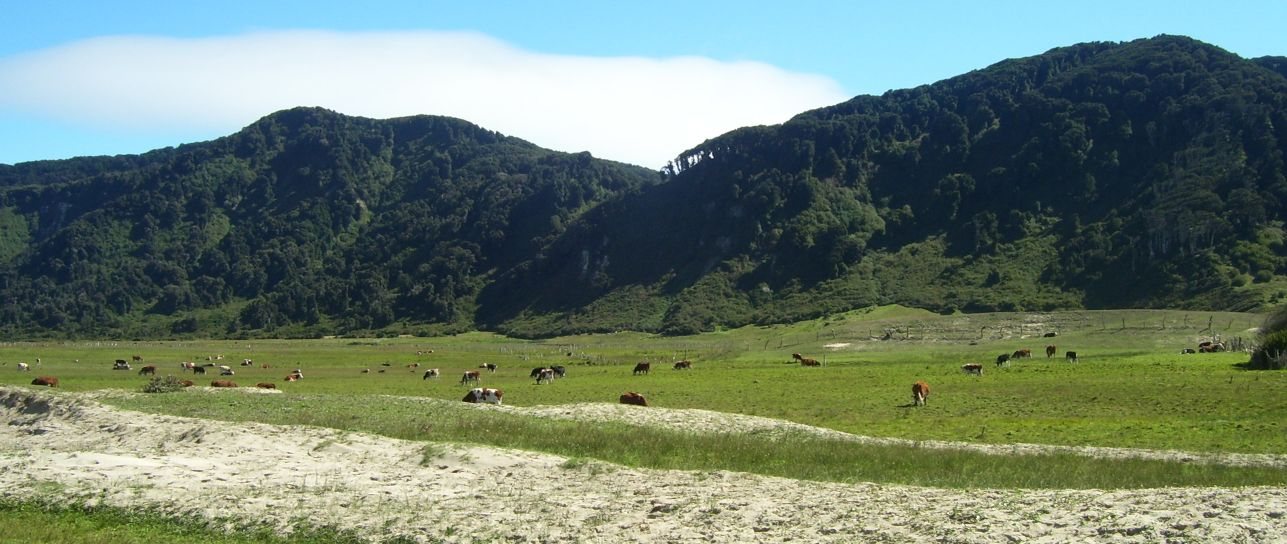
Sull'isola Mocha si è recentemente sviluppato il settore agrituristico con piatti a base di pesce e frutti di mare tipici della cucina locale.

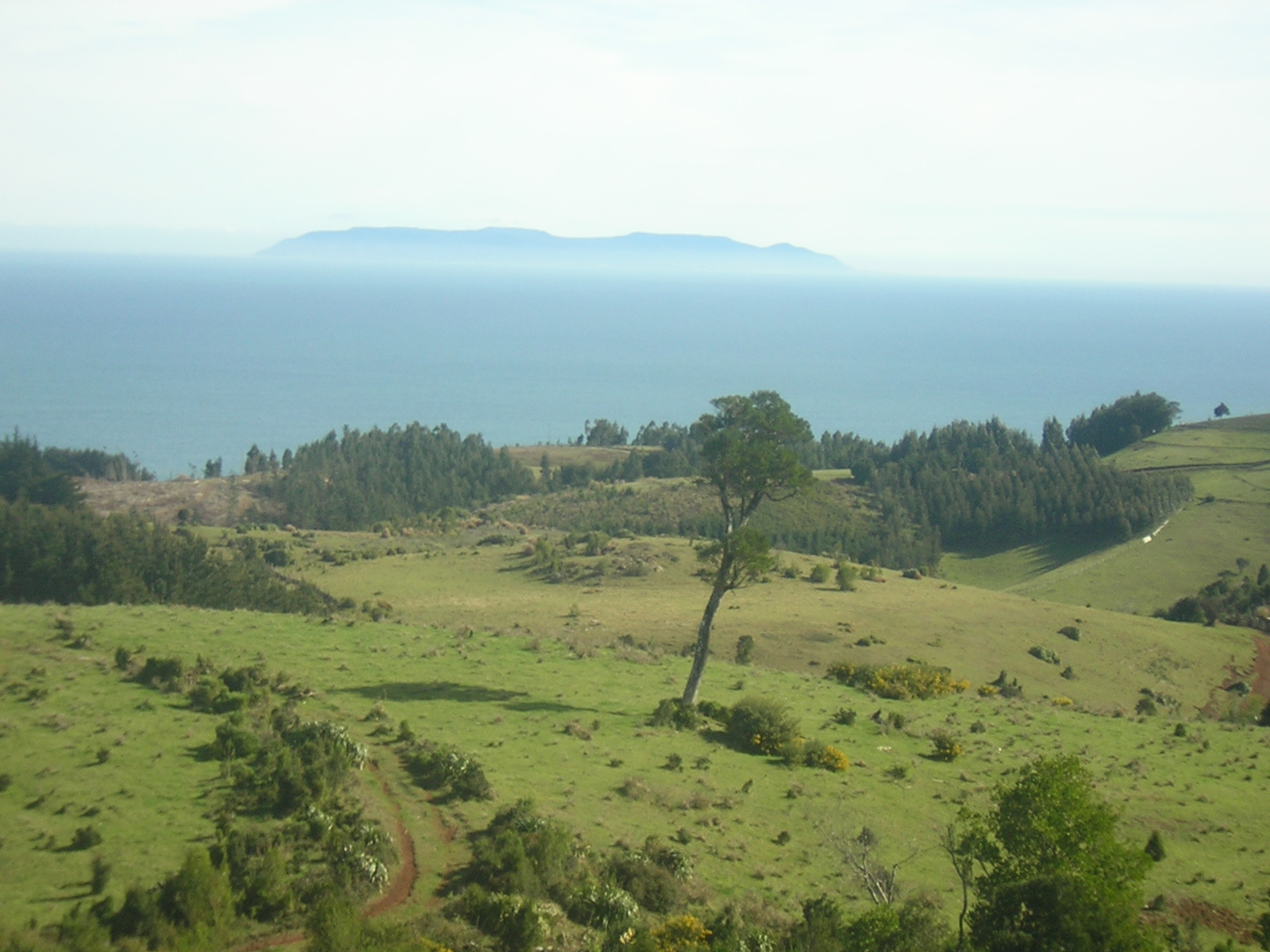
L'area costiera di Carahue con l'isola Mocha in lontananza.

L'isola Mocha fu abitata in tempi storici da una popolazione indigena costiera di mapuche conosciuti come i lafkenche. Fu scoperta da Juan Bautista Pastene il 10 settembre 1544 e battezzata Isla de San Nicolas de Tolentino.
Secondo Juan Ignacio Molina, nel 1614 il capitano olandese Joris van Spilbergen osservò l'uso di chiliquenes (un tipo di lama) da parte dei Mapuche dell'Isola Mocha come animali da tiro.

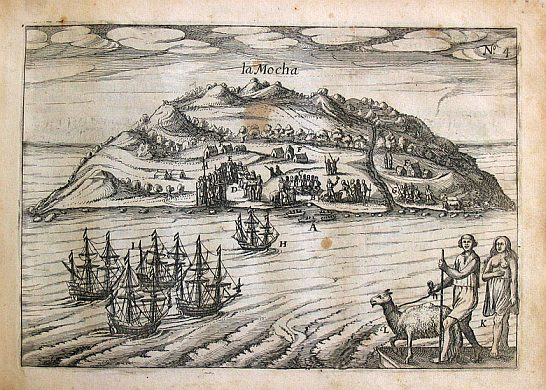
Raffigurazione dell'isola Mocha durante un'incursione di una flotta pirata olandese nel 1616. Dal libro che narra le avventure del pirata olandese Joris van Spilbergen.

L'isola Mocha era regolarmente visitata da pirati dei Paesi Bassi e dell'Inghilterra. Si sa ad esempio che Francis Drake e Olivier van Noort usarono l'isola come base di rifornimento. Mentre la stava visitando durante la sua circumnavigazione del globo, Drake fu gravemente ferito dai mapuche ostili che abitavano l'isola.
Alla fine i mapuche furono deportati nel 1685 dal governatore José de Garro, dall'isola Mocha a una reducción nella pianura sulla riva destra del fiume Bío Bío chiamata valle di Mocha, dove sorse in seguito la moderna città di Concepción (Cile).
Le acque al largo dell'isola sono famose anche per aver ospitato un famoso capodoglio albino del XIX secolo, Mocha Dick, che servì da ispirazione per la balena immaginaria Moby Dick nell'omonimo romanzo del 1851 di Herman Melville.

## Turismo
Il turismo è una delle principali attività economiche dell'isola, famosa per la bellezza delle sue spiagge e delle sue acque, assai adatte alla pesca da diporto. È possibile alloggiare presso l'unico albergo dell'isola o, più comunemente, presso famiglie. I collegamenti più rapidi sono per via aerea, noleggiando un passaggio dall'aeroporto Carriel Sur di Concepción o dall'aerodromo di Tirúa.